# Beclardia
Beclardia es un género de orquídeas de hábitos epífitas originaria de Madagascar y las Mascareñas.

## Descripción
Es una orquídea de tamaño pequeño y mediano, que prefiere clima cálido, es epífita con un estrecho pseudobulbo, algo comprimido, muy corto que tiene 5 a 12 hojas oblongo lineales. Florece en una inflorescencia colgante de 20 a 40 cm de largo, con 5 a 12 flores,  en racimos parcialmente envueltos en  vainas muy cortas. La floración se produce en la primavera.

## Distribución
Es una planta endémica de las islas Mascareñas y Madagascar. Se encuentra en  alturas de hasta 1800 metros.

## Taxonomía
El género fue descrito por Thwaites) Hook.f. y publicado en Mémoires de la Société d'Histoire Naturelle de Paris 4: 69. 1828.
Etimología
El género fue nombrado en honor de Beclard, un botánico francés de 1800. 